# Hainai
Els hainai (caddo: Háynay) és el nom d'una tribu d'amerindis dels Estats Units que vivia en l'actual Texas oriental.
Els hainai (també coneguts com a aynais, aynay, ainai, ioni, i ayonai) eren el principal grup de la confederació hasinai. Formaven part de la Nació Caddo, i tradicionalment vivien als marges dels rius Neches i Angelina a l'oest de l'actual Nacogdoches, Texas. En 1805 el grup consistia en 80 guerrers segons els informes del Dr. John Sibley, l'agent indis dels Estats Units a Natchitoches, Louisiana.
Actualment estan registrats dins la tribu reconeguda federalment Nació Caddo d'Oklahoma.